# ARV Almirante Brión (F-22)
La fregata venezuelana Almirante Brión è la seconda di sei unità missilistiche della Classe Mariscal Sucre tipo Lupo che il Venezuela ordinò ai cantieri italiani nel 1975 e che costruite tra il 1976 e il 1979 entrarono in servizio tra il 1980 e il 1982. La Almirante Brión è stata costruita nei Cantieri del Tirreno di Riva Trigoso ed è entrata in servizio nella marina venezuelana il 7 marzo 1981. L'unità è intitolata a Luis Brión (1782–1821) che combatté nella guerra d'indipendenza del Venezuela raggiungendo il grado di ammiraglio.

## Servizio
Nel corso degli anni ha partecipato ad importanti esercitazioni navali ed è stata protagonista dell'esercitazione multinazionale UNITAS.
Nel 1987 insieme con altre unità della marina venezuelana partecipò al confronto con la Colombia che quasi sfociò in un conflitto armato, noto in Colombia come Crisi della corvetta ARC Caldas, nella quale una controversia relativa alle acque territoriali del golfo di Maracaibo portò ad un addensamento di forze navali nella zona, e ad uno schieramento notevole di mezzi militari alla frontiera dei due paesi.
Tra il 1998 e il 2002 insieme alla gemella Mariscal Sucre è stata sottoposta a lavori di ammodernamento presso gli stabilimenti Ingalls Shipbuilding di Pascagoula nel Mississippi.
Le modifiche hanno riguardato la totale revisione dello scafo, la sostituzione dei motori diesel di propulsione, la modernizzazione delle turbine a gas, la sostituzione del sistema di controllo dell'apparato propulsore, la sostituzione dei gruppi elettrogeni, un nuovo radar di navigazione, nuovo sonar a scafo, nuovi sistemi elettronici che hanno ammodernato il sistema di comando e controllo migliorando notevolmente il livello di automazione e consentendo di ridurre l'equipaggio da 185 a 131 uomini.
Col cambio di nome della forza navale venezuelana, il prefisso dell'unità è diventato da ARV a AB (Armada Bolivariana)